# Cephalopholis polyspila
Cephalopholis polyspila är en fiskart som beskrevs av Randall och Ukkrit Satapoomin 2000. Cephalopholis polyspila ingår i släktet Cephalopholis och familjen havsabborrfiskar. IUCN kategoriserar arten globalt som livskraftig. Inga underarter finns listade i Catalogue of Life.